# Vorderbreitenthann
Vorderbreitenthann ist ein Gemeindeteil der Stadt Feuchtwangen im Landkreis Ansbach (Mittelfranken, Bayern). Die Gemarkung Vorderbreitenthann hat eine Fläche von 14,460 km². Sie ist in 1589 Flurstücke aufgeteilt, die eine durchschnittliche Fläche von 9099,79 m² haben. In ihr liegen neben dem namensgebenden Ort die Gemeindeteile Charhof, Charmühle, Glashofen, Hinterbreitenthann, Oberdallersbach,  Steinbach, Tauberschallbach, Unterdallersbach und Wolfsmühle und die Orte Bronnenmühle, Oberglasmühle und Unterglasmühle.

## Geografie
Das Dorf liegt auf den nordöstlichen Sulzachrandhöhen, einem Abschnitt der Frankenhöhe. 1 km westlich des Ortes fällt sie hinter dem Waldgebiet Im Schor ab, 1,5 km nordöstlich hinter dem Hafnerberg (505 m ü. NHN). Im Ort entspringt der Gründleinsbach, ein linker Zufluss des Krummbachs, der wiederum ein linker Zufluss der Sulzach ist.
Die Staatsstraße 1066 führt zur Bundesstraße 25 bei Feuchtwangen (5 km südlich) bzw. nach Weinberg (2,7 km nördlich). Gemeindeverbindungsstraßen führen nach Hinterbreitenthann (0,8 km nordwestlich), nach Westheim zur Kreisstraße AN 36 (2,2 km nordöstlich) und zur Kreisstraße AN 37 (1 km südöstlich).

## Geschichte
Vorderbreitenthann lag im Fraischbezirk des ansbachischen Oberamtes Feuchtwangen. Im Jahr 1732 bestand der Ort aus elf Anwesen und einem Hirtenhaus. Grundherren waren feuchtwangische Ämter (4 Anwesen, Stiftsverwalteramt Feuchtwangen: 1 Hof, Stadtvogteiamt Feuchtwangen: 1 Hof, 1 Gütlein, Vogtamt Ampfrach: 1 Gütlein), das eichstättische Vogtamt Aurach (1 Halbhof, 4 Gütlein) und die Reichsstadt Rothenburg (2 Gütlein). An diesen Verhältnissen änderte sich bis zum Ende des Alten Reiches nichts. Von 1797 bis 1808 unterstand der Ort dem Justiz- und Kammeramt Feuchtwangen.
Im Jahre 1806 kam Vorderbreitenthann an das Königreich Bayern. Mit dem Gemeindeedikt (frühes 19. Jahrhundert) wurde der Ort dem Steuerdistrikt Tauberschallbach zugeordnet. Wenig später entstand die Ruralgemeinde Vorderbreitenthann mit den Orten Aichamühle, Charhof, Charmühle, Glashofen, Hinterbreitenthann, Lohmühle, Oberdallersbach, Oberglasmühle, Steinbach, Tauberschallbach, Unterdallersbach, Unterglasmühle und Wolfsmühle. Sie war in Verwaltung und Gerichtsbarkeit dem Landgericht Feuchtwangen und in der Finanzverwaltung dem Rentamt Feuchtwangen zugeordnet (1919 in Finanzamt Feuchtwangen umbenannt). Ab 1862 gehörte Vorderbreitenthann zum Bezirksamt Feuchtwangen (1939 in Landkreis Feuchtwangen umbenannt) und von 1943 bis 1973 zum Finanzamt Dinkelsbühl, seit 1973 zum Finanzamt Ansbach.  Die Gemeinde hatte 1964 eine Gebietsfläche von 14,606 km². Im Zuge der Gebietsreform in Bayern wurde diese am 1. Januar 1972 nach Feuchtwangen eingemeindet.
1923 wurde in Vorderbreitenthann eine Schule errichtet, die mittlerweile aufgelöst wurde.
Eine frühere Bezeichnung des Orts lautete „Vor der Breitenthann“.

### Baudenkmal
- Haus Nr. 1: Kreuzstein, spätmittelalterlich; nahe der Bronnenmühle[16]

### Einwohnerentwicklung
Gemeinde Vorderbreitenthann
| Jahr      | 1818  | 1840   | 1852   | 1855   | 1861   | 1867   | 1871   | 1875   | 1880   | 1885   | 1890   | 1895   | 1900   | 1905   | 1910   | 1919   | 1925   | 1933   | 1939   | 1946   | 1950   | 1952   | 1961   | 1970   |
| Einwohner | 491   | 534    | 539    | 538    | 548    | 596    | 617    | 610    | 636    | 611    | 579    | 563    | 558    | 566    | 583    | 603    | 593    | 599    | 563    | 834    | 823    | 758    | 603    | 561    |
| Häuser    | 93    | 102    |        |        |        |        | 113    |        |        | 114    | 115    |        | 114    |        |        |        | 114    |        |        |        | 120    |        | 122    |        |
| Quelle    | [ 9 ] | [ 11 ] | [ 18 ] | [ 18 ] | [ 19 ] | [ 20 ] | [ 21 ] | [ 22 ] | [ 23 ] | [ 24 ] | [ 25 ] | [ 18 ] | [ 26 ] | [ 18 ] | [ 27 ] | [ 18 ] | [ 28 ] | [ 18 ] | [ 18 ] | [ 18 ] | [ 29 ] | [ 18 ] | [ 12 ] | [ 30 ] |

Ort Vorderbreitenthann
| Jahr      | 001818 | 001840 | 001861 | 001871 | 001885 | 001900 | 001925 | 001950 | 001961 | 001970 | 001987 |
| Einwohner | 85     | 97     | 121    | 150    | 163    | 157    | 157    | 250    | 212    | 212    | 211    |
| Häuser    | 18     | 23     |        |        | 29     | 29     | 32     | 38     | 40     |        | 55     |
| Quelle    | [ 9 ]  | [ 11 ] | [ 19 ] | [ 21 ] | [ 24 ] | [ 26 ] | [ 28 ] | [ 29 ] | [ 12 ] | [ 30 ] | [ 1 ]  |

## Religion
Der Ort ist evangelisch-lutherisch geprägt und bis heute nach Feuchtwangen gepfarrt. Die Einwohner römisch-katholischer Konfession sind nach Mariä Sieben Schmerzen (Weinberg) gepfarrt.